# Marcos Lopes
Marcos Paulo Mesquita Lopes (nascut el 28 de desembre de 1995) és un futbolista portuguès que juga com a migcampista ofensiu pel Lille OSC, cedit pel Manchester City.

## Carrera esportiva
Nascut al Brasil, Lopes va marxar a viure a Portugal als quatre anys.
Lopes va jugar a Portugal a les categories inferiors del Benfica, abans de fitxar pel Manchester City el 2011. Després de fitxar pel City el 2011, Lopes va cridar l'atenció un any després quan fou incorporat de manera sorprenent al primer equip del City durant la gira de pretemporada, i va participar en sis dels primers set amistosos del City. Tot i que no fou ascendit immediatament al primer equip quan començaren les competicions oficials a l'agost, Lopes només va haver d'esperar uns pocs mesos per debutar, i fou inclòs entre els suplents del City a la tercera ronda de la FA Cup, en un partit contra el Watford. Va entrar en el minut 88 en substitució de David Silva, i va necessitar només dos minuts per marcar el tercer i final gol del City en un partit que acabà en victòria per 3–0. Això va fer de Lopes el jugador més jove en marcar un gol pel Manchester City en competició oficial, a l'edat de 17 anys i 9 dies. Va jugar regularment amb el filial del City la temporada 2012-13 i va guanyar el primer premi al millor jugador del filial de la temporada, per votació popular.
Fou inclòs a l'equip que va disputar el primer partit de la Lliga Juvenil de la UEFA. Hi va marcar dos gols, en el qual fou una victòria del City per 4-1 a fora sobre el FC Viktoria Plzeň, i va marcar un hat-trick en la victòria a casa per 6-0 contra el filial del FC Bayern de Múnic a la segona ronda de la Lliga Juvenil de la UEFA. El 21 de gener de 2014 va jugar de titular amb el primer equip contra el West Ham United a la tornada de la semifinal de la Copa de la Lliga. Al partit, va assistir Sergio Agüero i Álvaro Negredo un gol a cadascun, i el partit es guanyà per 3-0 (9-0 de resultat acumulat). Posteriorment el 25 de gener va jugar de titular contra el Watford a la FA Cup.
El 7 de juliol de 2014, Lopes fou cedit al Lille fins al final de la temporada 
2014-15.

### Lille
El 9 d'agost de 2014, Lopes va debutar a la Ligue 1 en un empat sense gols a casa contra el Metz.
El 14 de setembre Lopes va marcar el primer gol pel Lille en un 2–0 a casa contra el Nantes.
El 28 de febrer de 2015, va marcar el gol de la victòria que va completar la remuntada del Lille contra els líders de la lliga, l'Olympique de Lió 2–1 a casa.